# Vuilnisbelt

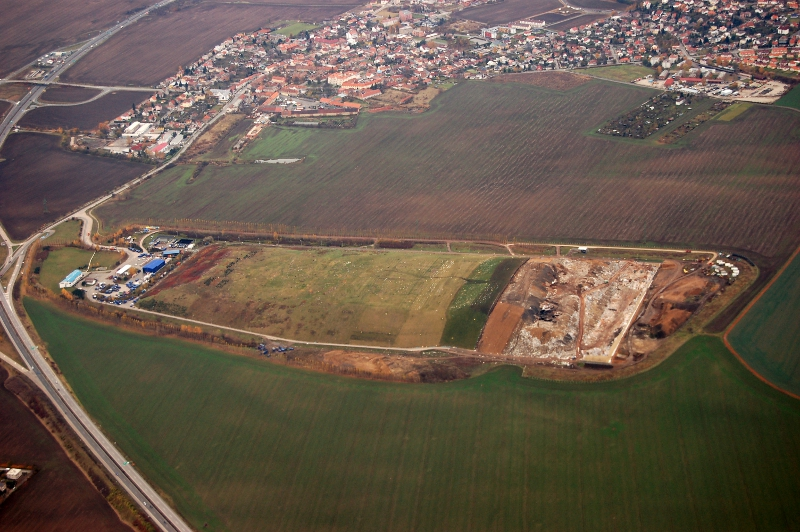
Vuilnishoop in Tsjechië

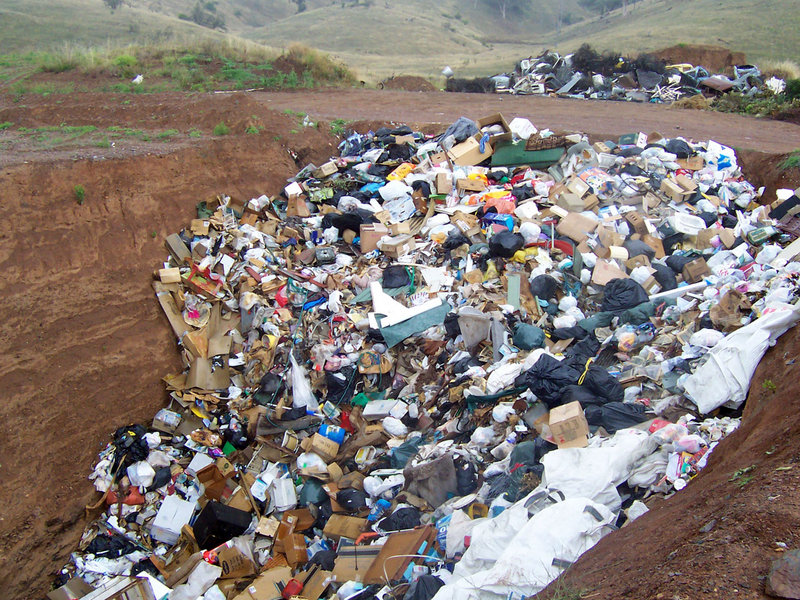
Afvalstortplaats

Een vuilnisbelt, vuilnishoop, vuilstortplaats, stortplaats, vaalt of deponie is een plaats waar afval wordt gestort.

## Geschiedenis
Het storten van afval en daarna afsluiten van de ontstane vuilnishoop was gedurende een groot deel van de 20e eeuw de belangrijkste methode om van huisvuil en ander afval af te komen. Meer recent worden steeds grotere gedeelten van het afval hergebruikt en de rest in afvalverbrandingsinstallaties onder zeer gecontroleerde omstandigheden verbrand, waarbij eventueel elektriciteit gewonnen wordt.
Toch blijft het noodzakelijk om bepaalde materialen te storten. Zo worden niet brandbaar restafval zoals asbest, sterk vervuilde grond en ook de asresten van de vuilverbranding onder gecontroleerde omstandigheden gestort op stortplaatsen. Onder en boven het afval komen diverse lagen bentoniet (kleisoort) en folie om uitstroom van vervuild (regen) water tegen te gaan. In West-Europa zijn ongeveer 150.000 voormalige stortplaatsen.
Een vuilnishoop moet niet worden verward met een composthoop, waar composteerbaar afval wordt gestort om daarna te worden hergebruikt. In Nederland liggen 3.800 voormalige (gesloten) stortplaatsen. Vuilstortplaatsen zijn ongewenste bedrijfsactiviteiten. Daardoor liggen de meeste (actieve) vuilstortplaatsen in het landelijk gebied.

## Gecontroleerd en ongecontroleerd storten
Sinds 2005 geldt voor een groot aantal afvalstromen (zoals huishoudelijk afval) een stortverbod. Alleen asbest en niet reinigbare vervuilde grond mogen in Nederland nog gecontroleerd worden gestort.
Bij gecontroleerd storten ziet de overheid erop toe dat dit op een juiste manier gebeurt. De controle richt zich voornamelijk op het type materiaal, de hoeveelheid en de herkomst van de materialen.
Bij ongecontroleerd storten kan het gaan om illegale stortingen op een officiële stortplaats, het storten op een illegale stortplaats of storten in het landelijk gebied. Hierbij bestaat het risico op vervuiling. Vooral het illegaal dumpen van drugsafval in natuurgebieden is een groot probleem: in 2018 werden er 292 illegale dumpingen geconstateerd.

## Sluiten en herontwikkelen van stortplaatsen
Als een stortplaats vol is of vanwege een planologische beslissing gesloten wordt, moet hij worden afgesloten. Boven op de ontstane berg komt eerst een afdeklaag, die vervolgens met een leeflaag wordt bedekt. Voordat de voormalige stortplaats een andere bestemming kan krijgen, moet hij vaak nog inklinken.
Het proces van rottend afval zorgt ook voor de ontwikkeling van methaangas (ook wel stortgas of  biogas genoemd): in 1990 waren de open huisvuilstortten zelfs de grootste bron van methaanemissies in Nederland (6 % van de totale broeikasgasemissies).
Men kan dit gas ook gebruiken om elektriciteit te produceren. Maar na verloop van tijd neemt de hoeveelheid vocht in het stort af, waardoor ook de productie van gas terugloopt. In Ubach over Worms bedroeg deelectriciteitsproductie in 2003 nog 9 miljoen kWh, in 2015 was dit nog maar 3,5 miljoen kWh.
Een oude stortplaats is tevens een risico voor oppervlakte- en grondwater. Als een stortplaats niet op de juiste manier is afgesloten kunnen er verontreinigingen optreden.
Afhankelijk van de locatie van de vuilstort kan er een alternatieve bestemming gezocht worden voor een vuilstort. Vaak krijgt zo'n gebied een recreatieve bestemming zoals een park, golfbaan of amfitheater. In Nederland loopt er ook een experiment om een kantoorgebouw op een afgewerkt deel van een stortplaats te bouwen. Ook zonneparken worden steeds populairder vanwege de energietransitie.
Doordat de prijs van grondstoffen omhoog is gegaan zijn er hier en daar plannen om vuilnisbelten te openen en de aanwezige stoffen te gaan terugwinnen, ook wel urban mining of afvalmining genoemd. Hierbij wordt de vuilstort heropend en worden door middel van scheidingstechnieken verschillende materialen uit de vuilstort gehaald. In veel delen van de wereld wonen mensen bij of op een vuilnisbelt en halen goederen uit het vuil om in hun levensonderhoud te voorzien.

## Afvalrapers

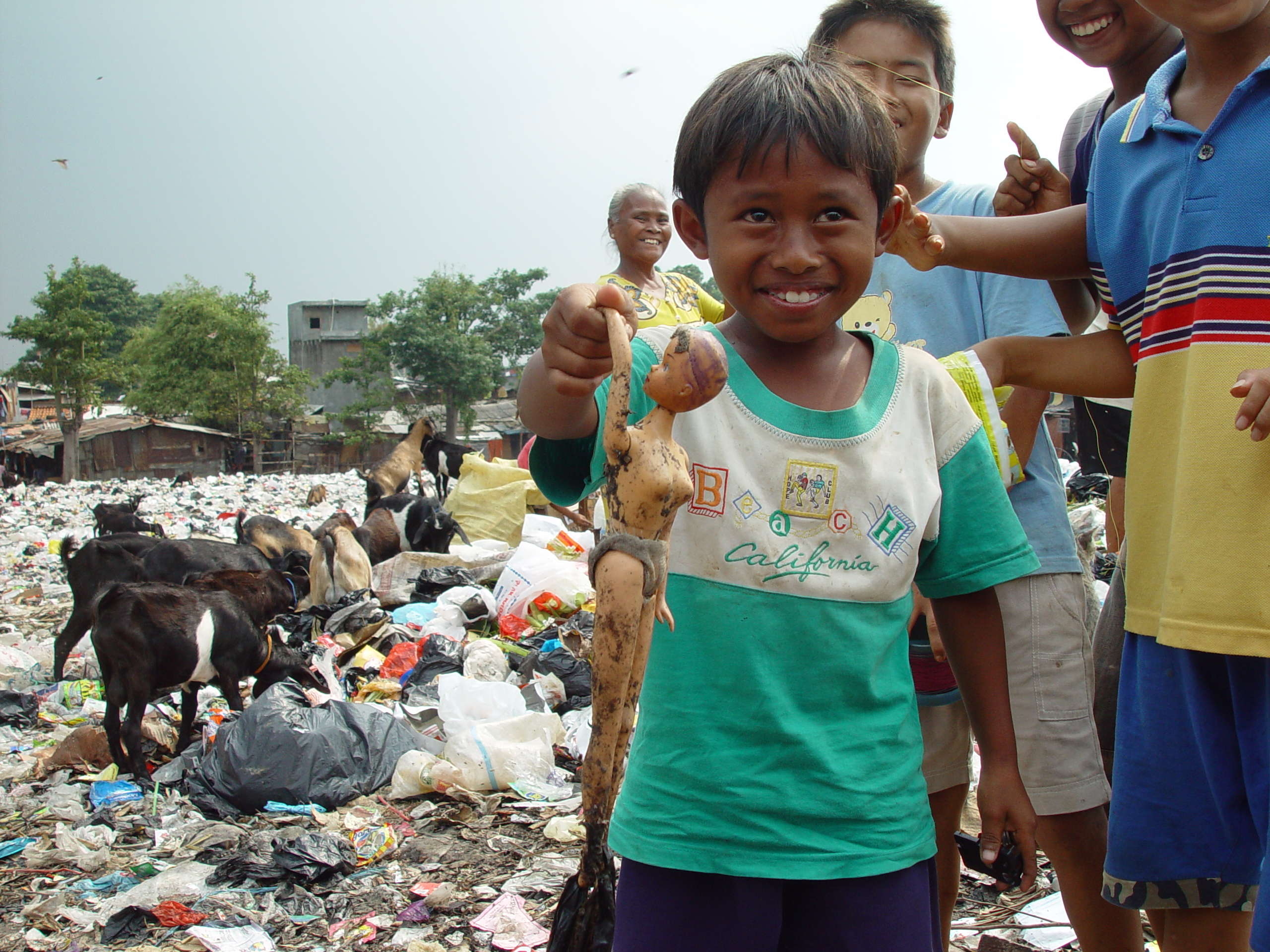
Leven op een vuilnisbelt in Jakarta

Afvalrapers verzamelen recyclebaar afval en materiaal om van te leven of voor een schonere leefomgeving. Het afval wordt hergebruikt, verkocht, als statiegeld aangeboden of ter afvalverwerking ingeleverd. In ontwikkelingslanden gebeurt dit vaak in schrijnende levensomstandigheden of vuilnisbelten. Wereldwijd zijn er miljoenen afvalverzamelaars, voornamelijk in ontwikkelingslanden, maar ook steeds vaker in postindustriële landen.
In 2003 schatte de Wereldbank dat 1 à 2% van de wereldbevolking leeft van het verzamelen van afval.

## Vuilnisbelten in Europa
Volgens een rapport van Eurostat uit 2013 komt het merendeel van het huishoudelijk afval in de Europese Unie nog steeds op de vuilnisbelt terecht. 37% van het afval dat een Europeaan gemiddeld produceert in een jaar komt op de vuilnisbelt terecht, terwijl 25% gerecycleerd, 15% gecomposteerd en 23% verbrand wordt.
In Duitsland, Nederland, Zweden, België, Oostenrijk en Denemarken zijn er nagenoeg geen vuilnisbelten meer in gebruik en wordt er meer gerecycleerd en gecomposteerd. In andere Europese landen, zoals Roemenië, Bulgarije en Malta, belandt er meer afval op de vuilnisbelt.

### Nederland
Hieronder is een lijst van (voormalige) grote vuilnisbelten in Nederland te raadplegen. De vermelde oppervlaktes zijn oftewel overgenomen uit de bron, of door opmeting (polygoontool) van de luchtfoto's van Google Earth.
Noot bij de onderstaande tabel: de oppervlakte zegt niets over het totale volume aan afval. Zo heeft de Zuringspeel een afvalberg van ca. 16-17m hoogte, maar de (in oppervlak gelijke) Belvédère in Maastricht was van Maasniveau tot aan de top wel 29-30 meter hoog. Het afvalpakket van de Kreupelbusch is op bepaalde plekken zelfs 45 meter dik.
| Naam                          | Plaats               | Provincie     | Opp. (ha) | Opening          | Sluiting        | Status                     | Herbestemming                                                                                                   | Bron          |
| ----------------------------- | -------------------- | ------------- | --------- | ---------------- | --------------- | -------------------------- | --- | ------------- |
| Armhoede                      | Lochem               | Gelderland    | 14        |                  |                 | Afgewerkt                  | Zonnepark | [ 10 ]        |
| Bavelse Berg                  | Bavel / Breda        | Noord-Brabant | 35,2      |                  |                 | Afgewerkt                  | Panoramaberg, toekomstig zonnepark                                                                              | [ 11 ] [ 12 ] |
| Beijers Bos                   | Haps                 | Noord-Brabant | 20,6      |                  |                 | In Reserve                 | | [ 13 ]        |
| ’t Bellegoor                  | Beltrum              | Gelderland    | 18,3      | Jaren 1970       |                 | Afgewerkt                  | Toekomstig zonnepark                                                                                            | [ 14 ] [ 15 ] |
| Belvédère                     | Maastricht           | Limburg       | 20        | 1970             | 1993            | Afgewerkt                  | Zonnepark | [ 16 ]        |
| Beukenberg                    | Oirsbeek             | Limburg       | 6,5       | 1974             | 1993            | Afgewerkt                  | Natuurgebied | [ 17 ]        |
| Boekelerdijk                  | Alkmaar              | Noord-Holland | 30        |                  |                 | In Exploitatie / Afgewerkt | Zonnepark op zuidelijke helling                                                                                 | [ 18 ]        |
| Boeldershoek                  | Hengelo              | Overijssel    | 74        | 1986             |                 | In Exploitatie             | | [ 19 ]        |
| Borgerswold                   | Veendam              | Groningen     | 27,5      |                  |                 | Afgewerkt                  | Schaapswijde | [ 20 ]        |
| Bosscherveld                  | Maastricht           | Limburg       | 6         | Voor 1930        | 1963 ??         | Afgewerkt                  | Milieupark Het Rondeel                                                                                          | [ 21 ] [ 22 ] |
| Bovenveld                     | Rheezerveen          | Overijssel    | 17,3      |                  |                 | In Exploitatie             | | [ 23 ]        |
| Braambergen                   | Almere               | Flevoland     | 35        |                  |                 | Afgewerkt                  | Mountainbikeparcours                                                                                            | [ 24 ] [ 25 ] |
| Brüggenhütte                  | Dinxperlo            | Gelderland    | 2,3       |                  |                 | Afgewerkt                  | Natuur- en recreatiepark                                                                                        | Zie artikel   |
| Bult van Putman               | Westervoort          | Gelderland    | 13,9      |                  |                 | Afgewerkt                  | Schaapswijde | [ 26 ]        |
| Coupépolder                   | Alphen aan den Rijn  | Zuid-Holland  | 24        | 1934             | 1984            | Afgewerkt                  | Golfbaan | Zie artikel   |
| Crayestein-West               | Dordrecht            | Zuid-Holland  | 25        | 1984             | 2013            | Afgewerkt                  | Golfbaan | [ 27 ] [ 28 ] |
| Derde Merwedehaven            | Dordrecht            | Zuid-Holland  | 52,6      |                  | 2013            | In afwerking               | | [ 29 ]        |
| Diemerzeedijk                 | Amsterdam            | Noord-Holland | 43,6      | Jaren 1960       |                 | Afgewerkt                  | Sport- en recreatiezone Diemerpark                                                                              | Zie artikel   |
| Elsenburgerbos                | Rijswijk             | Zuid-Holland  | 24 ±      |                  |                 | Afgewerkt                  | Natuur- en recreatiepark                                                                                        | Zie artikel   |
| Fort de Pol                   | Zutphen              | Overijssel    | 10,8      | 1920             | 1992            | Afgewerkt                  | Natuurgebied, 1 windmolen                                                                                       | [ 30 ]        |
| Het Friese Pad                | Emmeloord            | Flevoland     | 22        |                  | 2011            | Afgewerkt                  | Golfbaan | [ 31 ] [ 32 ] |
| Gansoyensesteeg               | Waalwijk             | Noord-Brabant | 12,3      |                  |                 | Afgewerkt                  | Zonnepark, windmolenpark                                                                                        | [ 33 ]        |
| Geliskensdijkweg              | Venlo                | Limburg       | 9,5       | 1956             | 1978            | Afgewerkt                  | Recreatiepark                                                                                                   | [ 34 ]        |
| De Gorzen                     | Ridderkerk           | Zuid-Holland  | 40        | 1945             | 1970            | Afgewerkt                  | Natuur- en recreatiepark                                                                                        | Zie artikel   |
| Het Groene Schip              | Spaarnwoude          | Noord-Holland | 12,4      | 2012             | 2019            | Afgewerkt                  | Panoramaberg, 30 meter hoog.                                                                                    | [ 35 ]        |
| Groenewoud                    | Kortenhoef           | Noord-Holland | 30        | 1959             | 1973            | Afgewerkt                  | Natuurgebied | [ 36 ]        |
| Gulbergen                     | Nuenen / Mierlo      | Noord-Brabant | 70        |                  | 2003            | Afgewerkt                  | Golfbaan, mountainbikeparcours, evenemententerrein. Hoogste punt van Noord-Brabant.                             | [ 37 ]        |
| Hazenweg                      | Weert                | Limburg       | 25        |                  |                 | In afwerking               | Rrecreatiegebied, elektriciteitswinning (stortgasonttrekking)                                                   | [ 38 ]        |
| Heidekamppark                 | Stein                | Limburg       | 33        | 1965             | 2005 ?          | Afgewerkt                  | Recreatiepark, weiland                                                                                          | [ 39 ]        |
| Hettekensweg                  | Schinnen             | Limburg       | 23        |                  |                 | In afwerking               | | [ 40 ]        |
| Ilperveld                     | Landsmeer            | Noord-Holland | 70        |                  |                 | Afgewerkt                  | Natuurgebied | [ 41 ]        |
| Kasteel Wijlreweg             | Wijlre               | Limburg       | 3         | 1955             | 1971            | Afgewerkt                  | Weiland, picknickplaats, bos en tennisvelden                                                                    | [ 42 ]        |
| Keelgras                      | Mariahout            | Noord-Brabant | 6         |                  |                 | Afgewerkt                  | Natuurgebied | Zie artikel   |
| Keijenberg                    | Wageningen           | Gelderland    | 13        |                  |                 | Afgewerkt                  | Natuurgebied | [ 10 ]        |
| Kloosterlaan                  | Farmsum              | Groningen     | 19        | 1978             | 1997            | In afwerking               | Toekomstig zonnepark                                                                                            | [ 43 ]        |
| Koegorspolder                 | Sluiskil             | Zeeland       | 10,5      |                  |                 | Afgewerkt                  | Weiland | [ 44 ]        |
| Wieringermeer (Koggenrandweg) | Middenmeer           | Noord-Holland | 21        |                  |                 | In afwerking               | Zonnepark | [ 18 ]        |
| De Koornwaard                 | Empel                | Noord-Brabant | 20 ?      | 1964             | 1975            | Afgewerkt                  | Natuurgebied | Zie artikel   |
| De Kragge Oost (II)           | Bergen op Zoom       | Noord-Brabant | 16        | 1990             | 2003            | In afwerking               | Wordt gebruikt als op- en overslagterrein door Attero                                                           | Zie artikel   |
| De Kragge West (I)            | Bergen op Zoom       | Noord-Brabant | 20,4      | 1935 ±           | 1990            | Afgewerkt                  | Natuurgebied, mountainbikeparcours                                                                              | Zie artikel   |
| Kreupelbusch                  | Ubach over Worms     | Limburg       | 40        | 1974             | 1993            | Afgewerkt                  | Recreatiepark, weiland voor Gallowayrunderen, elektriciteitswinning (stortgasonttrekking), toekomstig zonnepark | [ 45 ] [ 46 ] |
| Landgraaf Noord               | Landgraaf            | Limburg       | 33        |                  |                 | Afgewerkt                  | Natuurgebied | [ 47 ] [ 48 ] |
| Landgraaf Zuid                | Landgraaf            | Limburg       | 17        |                  |                 | In Exploitatie             | | [ 47 ] [ 49 ] |
| Langen Akker                  | Berg en Terblijt     | Limburg       | 11        | 1969             | 1989            | Afgewerkt                  | Recreatiepark, weiland voor Gallowayrunderen. Onderdeel van natuurgebied Bergse Heide                           | [ 50 ]        |
| De Langenberg                 | Zelhem               | Gelderland    | 17,5      | Jaren 1970       | 1996            | Afgewerkt                  | Recreatiepark                                                                                                   | [ 14 ]        |
| C2-deponie Loswalweg          | Maasvlakte           | Zuid-Holland  | 15        | 1989             | 2005            | Afgewerkt                  | Grasland | [ 29 ]        |
| Oost-Abtspolder (DOP-NOAP)    | Rotterdam / Schiedam | Zuid-Holland  | 50        | 1960             | 2009            | In afwerking               | Toekomstige golfbaan                                                                                            | Zie artikel   |
| Oosterbroek                   | Velsen               | Noord-Holland | 40        |                  | Eind Jaren 1960 | Afgewerkt                  | Onderdeel van Recreatiegebied Spaarnwoude. Bevat SnowWorld Amsterdam, een klimmuur en festivalterrein           | Zie artikel   |
| Peutersweg                    | Bocholtz             | Limburg       | 7         | 1958             | 1987            | Afgewerkt                  | Natuurgebied | [ 51 ]        |
| Meersteeg                     | Geldermalsen         | Gelderland    | 18,3      |                  |                 | Afgewerkt                  | Zonnepark, windmolenpark                                                                                        | [ 10 ]        |
| Moervaart West                | Bergen op Zoom       | Noord-Brabant | 20        |                  |                 | In afwerking               | | [ 52 ]        |
| Moervaart Oost                | Bergen op Zoom       | Noord-Brabant | 15,7      |                  |                 | In afwerking               | | [ 52 ]        |
| Montfort                      | Montfort             | Limburg       | 35        |                  |                 | In afwerking               | Milieustation, overslagstation                                                                                  | [ 53 ]        |
| Naarderbos                    | Naarden              | Noord-Holland | 17        |                  | 2005            | Afgewerkt                  | Golfbaan, recreatiepark. Bevatte drie voormalige stortlocaties: Hollandse Brug, Biezenveld, Oude Belt           | [ 54 ] [ 55 ] |
| Nauernaschepolder             | Nauerna              | Noord-Holland | 72        | Begin Jaren 1980 | 2022            | In Exploitatie (afbouw)    | Na afbouw een natuur- en recreatiepark                                                                          | [ 18 ]        |
| Nedereindse Plas              | Nieuwegein           | Utrecht       | 11,5      |                  | 1992            | Afgewerkt                  | Recreatiepark met wieler- en skeelercentrum                                                                     | Zie artikel   |
| NEKAMI-groeve                 | Maastricht           | Limburg       | 2,3       | 1963 ±           | 1970 ??         | Afgewerkt                  | Natuurgebied, speeltuin                                                                                         | [ 56 ]        |
| Nijehaske                     | Heerenveen           | Friesland     | 44        |                  |                 | In afwerking               | Ecopark De Wierde                                                                                               | [ 57 ]        |
| Nijmegen-West                 | Weurt                | Gelderland    | 25,5      |                  |                 | In Exploitatie             | | [ 10 ]        |
| Parkietenbos                  | Oranjestad           | Aruba         | 18,5      |                  |                 | In Exploitatie             | | [ 58 ]        |
| Park Meermond                 | Heemstede            | Noord-Holland | 4,4       |                  |                 | Afgewerkt                  | Natuurgebied, speeltuin                                                                                         | [ 59 ]        |
| Polenweg                      | Nieuwdorp            | Zeeland       | 35,8      |                  |                 | In Exploitatie             | | [ 44 ]        |
| De Reeven                     | Azewijn              | Gelderland    | 11        | Jaren 1970       | 2010            | Afgewerkt                  | Zonnepark | [ 60 ]        |
| Sandersweg                    | Maastricht           | Limburg       | 5         |                  |                 | Afgewerkt                  | Bos, deels afgegraven ivm. aanleg Belvédèrelaan in 2019.                                                        | [ 61 ]        |
| Schoteroog                    | Haarlem              | Noord-Holland | 17,4      |                  | 1998            | Afgewerkt                  | Panoramaberg, recreatiepark                                                                                     | Zie artikel   |
| De Spinder                    | Tilburg              | Noord-Brabant | 60        |                  |                 | In Exploitatie             | Toekomstig windmolenpark                                                                                        | [ 62 ] [ 63 ] |
| Het Tiende Vrij               | Eijsden              | Limburg       | 8,1       | 1870             | 1993            | Afgewerkt                  | Bos | [ 64 ]        |
| de Teerputten                 | Vasse                | Overijssel    | 3         | 1957             | 1972            | Afgewerkt                  | Niet-toegankelijk natuurgebied                                                                                  | Zie artikel   |
| Ullerberg                     | Ermelo               | Gelderland    | 24        |                  |                 | Afgewerkt                  | Natuurgebied | [ 10 ]        |
| VAM-berg                      | Wijster              | Drenthe       | 119       | 1931             |                 | In Exploitatie / Afgewerkt | Afgewerkte deel (2001): wielerparcours, informatiecentrum. Hoogste punt van Drenthe.                            | [ 65 ] [ 66 ] |
| Vathorst                      | Amersfoort           | Utrecht       | 29,7      |                  |                 | In Exploitatie             | | [ 67 ]        |
| Vellertheuvel                 | Apeldoorn            | Gelderland    | 7         | 1963             | 1981            | Afgewerkt                  | Recreatiepark met kunstwerk, woonwijk Zuidbroek                                                                 | [ 68 ]        |
| Venraysbroek                  | Venray               | Limburg       | 6         | 1967             | 1982            | Afgewerkt                  | Bos, weiland, toekomstig zonnepark                                                                              | [ 69 ]        |
| Vlagheide                     | Schijndel            | Noord-Brabant | 45        | 1969             | 2003            | Afgewerkt                  | Panoramaberg, weiland                                                                                           | [ 70 ]        |
| Vloedbelt                     | Zenderen             | Overijssel    | 17,2      | 1994             | 2021            | In afwerking               | Toekomstig zonnepark en mestverwaardingsinstallatie                                                             | [ 19 ] [ 71 ] |
| Volgermeerpolder              | Amsterdam            | Noord-Holland | 50        | Jaren 1960       | Jaren 1970      | Afgewerkt                  | Natuurgebied | Zie artikel   |
| WALD                          | Winterswijk          | Gelderland    | 6,9       | Jaren 1970       |                 | Afgewerkt                  | Natuurgebied | [ 14 ]        |
| Wambachgroeve                 | Tegelen              | Limburg       | 14        | 1975             | 1997            | Afgewerkt                  | Recreatiepark, weiland voor Gallowayrunderen en schapen                                                         | [ 72 ]        |
| De Weperbult                  | Oosterwolde          | Friesland     | 12        | 1970             | 1994            | Afgewerkt                  | Panoramaberg met kunstwerk                                                                                      | [ 73 ]        |
| Westerhornseweg               | Usquert              | Groningen     | 11,9      |                  |                 | In Exploitatie             | | [ 74 ]        |
| Wijde Ee                      | Drachten             | Friesland     | 5         |                  |                 | In Reserve                 | | [ 75 ]        |
| Wilhelminapark                | Rijswijk             | Zuid-Holland  | 10 ±      |                  |                 | Afgewerkt                  | Stadspark | Zie artikel   |
| Wilp-Achterhoek               | Wilp-Achterhoek      | Gelderland    | 39        |                  |                 | In Exploitatie             | | [ 76 ]        |
| Winschoterweg Noord           | Groningen            | Groningen     | 20,5      |                  |                 | In Exploitatie / Afgewerkt | Recyclagebedrijf bovenop stortberg                                                                              | [ 77 ]        |
| Winschoterweg Zuid            | Groningen            | Groningen     | 19        |                  |                 | In Exploitatie / Afgewerkt | Recyclagebedrijf bovenop stortberg                                                                              | [ 77 ]        |
| De Zandberg                   | Mook                 | Limburg       | 5         | 1963             | 2007            | Afgewerkt                  | Recreatiepark, weiland schapen, mountainbikeparcours                                                            | [ 78 ]        |
| Het Zandgat                   | Dieren               | Gelderland    | 3         | 1937             | 1963            | Afgewerkt                  | Woonwijk sinds 1978                                                                                             | Zie artikel   |
| Zeeasterweg                   | Lelystad             | Flevoland     | 40        |                  |                 | In Exploitatie             | | [ 24 ]        |
| Zevenbergen                   | Zevenbergen          | Noord-Brabant | 24,6      |                  |                 | Afgewerkt                  | Electriciteitswinning (stortgasonttrekking)                                                                     | [ 79 ]        |
| Zuringspeel                   | Horst                | Limburg       | 21        | 1969             | 1991            | Afgewerkt                  | Golfbaan, uitzichtpunt met kunstwerk                                                                            | [ 80 ]        |
| Zweekhorst                    | Zevenaar             | Gelderland    | 21        |                  |                 | In Exploitatie             | | [ 10 ]        |

### België
Enkele grote (voormalige) vuilnisbelten / stortlocaties in België zijn:
- Hooge Maey in Antwerpen
- Kleiputten Terhagen

## Vuilnisbelten wereldwijd
Onderstaande lijst bevat vuilnisbelten met een oppervlakte boven de 90 hectare (ca. 200 voetbalvelden). Enkele kleinere storten zijn ook opgenomen ter referentie.
| Land             | Stad                       | Naam / stadsdeel               | Opp. (ha) | Vol. (Mton) | Opening    | Sluiting | Dagelijkse aanvoer (ton) | Opmerking | Bron                          |
| ---------------- | -------------------------- | ------------------------------ | --------- | ----------- | ---------- | -------- | ------------------------ | --- | ----------------------------- |
| Verenigde Staten | New York                   | Fresh Kills Landfill           | 890       | 150         | 1946       | 2001     | 29.000 (1986)            | Verspreid over 13 locaties op Staten Island. Hoogte 30 tot 71 m. | [ 81 ] [ 82 ]                 |
| Zuid-Korea       | Incheon                    | Sudokwon                       | 500       |             | 1992       |          | 13.400                   | Bestaat uit site 1 (Dream Park, voltooid in 2000) en site 2 (Oryu-Dong). Sites 3 en 4 in voorbereiding.                                                                                                  | [ 83 ] [ 84 ]                 |
| Mexico           | Mexico-Stad                | Bordo Poniente                 | 375       | 70          | 1985       | 2011     | 12.000                   | | [ 83 ] [ 85 ]                 |
| China            | Shanghai                   | Laogang                        | 361       |             |            |          | 20.000                   | Totale volume-capaciteit van het terrein is 80 miljoen m³. | [ 86 ]                        |
| Verenigde Staten | La Puente                  | Puente Hills Landfill          | 280       | 130         | 1957       | 2013     | 13.200                   | Dagelijkse aanvoer werd uitgevoerd door 1600 trucks. Hoogste punt 150 meter. Produceert jaarlijks 40 MWh aan elektriciteit (50.000 huizen).                                                              | [ 82 ] [ 87 ] [ 88 ]          |
| Italië           | Rome                       | Malagrotta                     | 240       |             |            | 2013     | 5.000                    | | [ 89 ]                        |
| Brazilië         | Brasilia                   | Lixão da Estrutural            | 195       | 50          | 1951       | 2018     |                          | Grootste stort van Zuid-Amerika. | [ 90 ] [ 91 ]                 |
| Verenigde Staten | Brea (Californië)          | BKK landfill                   | 187       |             |            |          |                          | | [ 92 ]                        |
| Verenigde Staten | Los Angeles                | Olinda landfill                | 170       |             |            |          |                          | | [ 93 ]                        |
| Verenigde Staten | Seneca Falls               | Seneca Meadows                 | 166       |             |            | 2023     | 6.000                    | Produceert jaarlijks ca. 18 MWh aan elektriciteit. |                               |
| Verenigde Staten | Cincinnati                 | Rumpke Sanitary landfill       | 154       |             | 1945       |          | 5.500                    | Verdeeld over 2 sites. Produceert jaarlijks ca. 20 MWh aan elektriciteit (25.000 huizen). |                               |
| Brazilië         | Rio de Janeiro             | Jardim Gramacho                | 154       |             | 1978       | 2012     |                          | | [ 94 ] [ 95 ]                 |
| Zuid-Korea       | Seoel                      | Nanjido landfill               | 151       | 92          | 1977       | 1992     |                          | Bestaat uit 2 bergen: Noeul en Haneul (Sky Park). bevat een muur van 89m hoog, de vuilnisberg zelf gaat tot 99 meter.                                                                                    | [ 96 ]                        |
| Verenigde Staten | Orange County (Californië) | Frank R. Bowerman landfill     | 150       | 31          | 1990       |          |                          | |                               |
| Verenigde Staten | Maple Valley               | Cedar Hills landfill           | 149       |             | 1963       | 2028     | 2.500                    | |                               |
| Verenigde Staten | Kettleman City             | Kettleman Hills waste facility | 140       |             | 1975       |          |                          | |                               |
| India            | Mumbai                     | Deonar dumping ground          | 132       | 60          | 1927       |          | 5.500                    | 35 meter hoog. |                               |
| Verenigde Staten | Houston                    | Atascocita landfill            | 130       |             |            |          |                          | |                               |
| Verenigde Staten | Clark County (Las Vegas)   | Apex Landfill                  | 128       |             |            |          | 9.000                    | Noot: volgens de bron is dit de grootste ter wereld met 2200 acres (8,9 km²). Echter dit is het hele terrein, inclusies reserves voor de komende 200 jaar. Huidige grootte is via Google Maps opgemeten. | [ 83 ]                        |
| Verenigde Staten | Broward County             | Mount Trashmore                | 119       |             |            |          | 3.500                    | |                               |
| Nederland        | Wijster                    | VAM-berg                       | 119       |             | 1931       |          |                          | | Zie tabel Nederland           |
| Verenigde Staten | Rockford (Illinois)        | Orchard Hills landfill         | 118       |             | 1998       | 2023     | 7.674 (2010)             | | [ 97 ]                        |
| Verenigde Staten | Edison (New Jersey)        | Kin-Buc landfill               | 118       |             | Jaren 1940 | 1976     |                          | |                               |
| Verenigde Staten | Sumpter Township, Michigan | Carleton Farms landfill        | 110       |             |            |          |                          | |                               |
| Indonesië        | Jakarta                    | Bantargebang                   | 100       | 40          | 1989       |          | 7.000                    | Tot 40m hoog. Naar schatting wonen er ongeveer 3.000 tot 18.000 gezinnen op deze vuilnisbelt, die voor hun inkomen geheel afhankelijk zijn van deze berg.                                                | [ 98 ] [ 99 ] [ 100 ] [ 101 ] |
| Brazilië         | São Paulo                  | Sao Joao landfill              | 100       |             |            |          | 7.000                    | | [ 102 ]                       |
| China            | Hongkong                   | WENT landfill                  | 99,4      |             |            |          | 7.200 (2014)             | | [ 83 ] [ 103 ]                |
| Verenigde Staten | DuPage County              | Mallard Lake landfill          | 99        |             | 1974       | 1999     |                          | |                               |
| Verenigde Staten | Marriottsville, Maryland   | Alpha Ridge landfill           | 97        |             | 1987       |          |                          | |                               |
| Verenigde Staten | Morrison (Illinois)        | Prairie Hill landfill          | 92,7      |             | 1996       | 2031     |                          | |                               |
| China            | Guangdong                  | Xinfeng                        | 92        |             | 2003       |          |                          | | [ 83 ]                        |
| Verenigde Staten | Glendale (Californië)      | Scholl Canyon landfill         | 91        |             | 1961       | 2030     |                          | |                               |
| Verenigde Staten | Santa Clara County         | Newby Island landfill          | 90        |             | 1930       |          | 4.000                    | |                               |
| Verenigde Staten | Rockford (Illinois)        | Winnebago landfill             | 88        |             | 1972       | 2013     | 6.029 (2010)             | Verdeeld over 3 sites |                               |
| Verenigde Staten | Houston                    | Baytown landfill               | 79        |             |            |          |                          | |                               |
| Servië           | Belgrado                   | Vinčа Landfill                 | 68        |             | 1977       |          | 4.500                    | Grootste actieve en onbehandelde vuilnisbelt van Europa. 70 meter hoog. | [ 104 ]                       |
| Verenigde Staten | Houston                    | Coastal Plains landfill        | 72,5      |             |            |          |                          | |                               |
| Verenigde Staten | Dixon (Illinois)           | Lee County landfill            | 62,6      |             | 1998       | 2047     |                          | |                               |
| Japan            | Tokio                      | Sea Forest Park                | 62,5      |             |            |          |                          | | [ 105 ] [ 106 ]               |
| China            | Guangzhou                  | Xingfeng landfill              | 60,5      |             |            |          | 8.000                    | |                               |
| Verenigde Staten | Fresno                     | Fresno Sanitary Landfill       | 60        |             | 1937       | 1989     |                          | Eerste moderne vuilnisbelt in de Verenigde Staten | Zie artikel                   |
| Zuid-Afrika      | Durban                     | Bisasar Road                   | 48        |             | 1980       |          | 5.000                    | Grootste vuilnisbelt van Afrika. | [ 107 ]                       |
| Pakistan         | Karachi                    | Deh Jam Chakro                 | 47        |             |            |          | 7.000                    | Van de 13.000 ton die de stad dagelijks produceert, bereikt slechts 70% de vuilnisbelt. Zo'n 4500 ton blijf op straat liggen en ca. 650 ton spoelt dagelijks via het riool in de Arabische Zee.          | [ 108 ]                       |
| Pakistan         | Karachi                    | Gond Pass                      | 47        |             |            |          | 2.000                    | Van de 13.000 ton die de stad dagelijks produceert, bereikt slechts 70% de vuilnisbelt. 5% (650 ton) spoelt dagelijks via het riool in de Arabische Zee.                                                 | [ 109 ]                       |
| Nigeria          | Lagos                      | Olusosun landfill              | 43        |             | 1992       |          | 10.000                   | Elke dag komen er 500 containers uit de hele wereld binnen, met voornamelijk met elektronisch afval. | Zie artikel                   |
| Kenia            | Nairobi                    | Dandora                        | 43        |             |            |          | 2.000                    | |                               |
| Brazilië         | Brasilia                   | Sanitário da Samambaia         | 40        |             |            |          |                          | | [ 110 ]                       |
| China            | Xi'an                      | Jiangcun landfill              | 36,4      |             | 1994       |          | 10.000                   | Totale volume-capaciteit van het terrein is 34 miljoen m³. | [ 111 ]                       |
| Duitsland        | Berlijn                    | Oderbruchkippe                 | 30        | 5           | 1963       | 1967     |                          | Heringericht als Volkspark Prenzlauer Berg | Zie artikel                   |
| India            | New Delhi                  | Ghazipur                       | 28,3      | 5,5         | 1984       |          | 2.500                    | Elke jaar wordt de berg 10 meter hoger. Naar verwachting in 2020 even hoog is als de Taj Mahal (73 m).                                                                                                   | [ 112 ] [ 113 ]               |
| Verenigde Staten | Boston Heights             | Krejci Dump                    | 19        |             | Jaren 1960 | 1980     |                          | Dumpplaats van chemisch afval: was een van de meest vervuilde plekken in de Verenigde Staten. Ca. 337.000 ton grond is gesaneerd.                                                                        |                               |

## Rampen met afvalbergen
Afvalbergen kunnen gemakkelijk onstabiel worden door regen of grondverzakkingen. Een instorting kan rampen veroorzaken, als de stortplaats te dicht bij bewoond gebied is gelegen. Enkele rampen kwamen in het nieuws:
- 1966, Groot-Brittannië. Op 21 oktober wordt het dorp Aberfan in Wales zwaar getroffen door een instortende afvalberg van de nabijgelegen steenkoolmijn.
- 1996, Verenigde Staten. Op 9 maart is er een aardverschuiving Rumpke Sanitary Landfill bij Cincinnati ter grootte van 6,1 ha, waardoor de deklaag van het afval verdwijnt. Op 23 mei vindt er vervolgens een blikseminslag plaats, waarna er 6 dagen lang een brand woedt, gevoed door vrijgekomen methaangas.[114]
- 2000, Filipijnen. Op 10 juli komen ruim 200 mensen om het leven door een aardverschuiving op de vuilnisbelt van Payatas.[115][116][117]
- 2016, Guatemala. Op 27 april stort een vuilnisberg nabij Guatemala-Stad in: er zijn minstens 4 doden en 24 vermisten.[118]
- 2017, Ethiopië. Op 12 maart stort de vuilnisberg in van Koshe, de stortplaats van de hoofdstad Addis Abeba: er zijn minstens 46 doden.[119]
- 2017, Sri Lanka. Op 14 april stort een afvalberg in te Meethotamulla, een voorstad van Colombo: 150 woningen worden bedolven en er zijn minstens 30 doden.[120]